# Blinkenlights

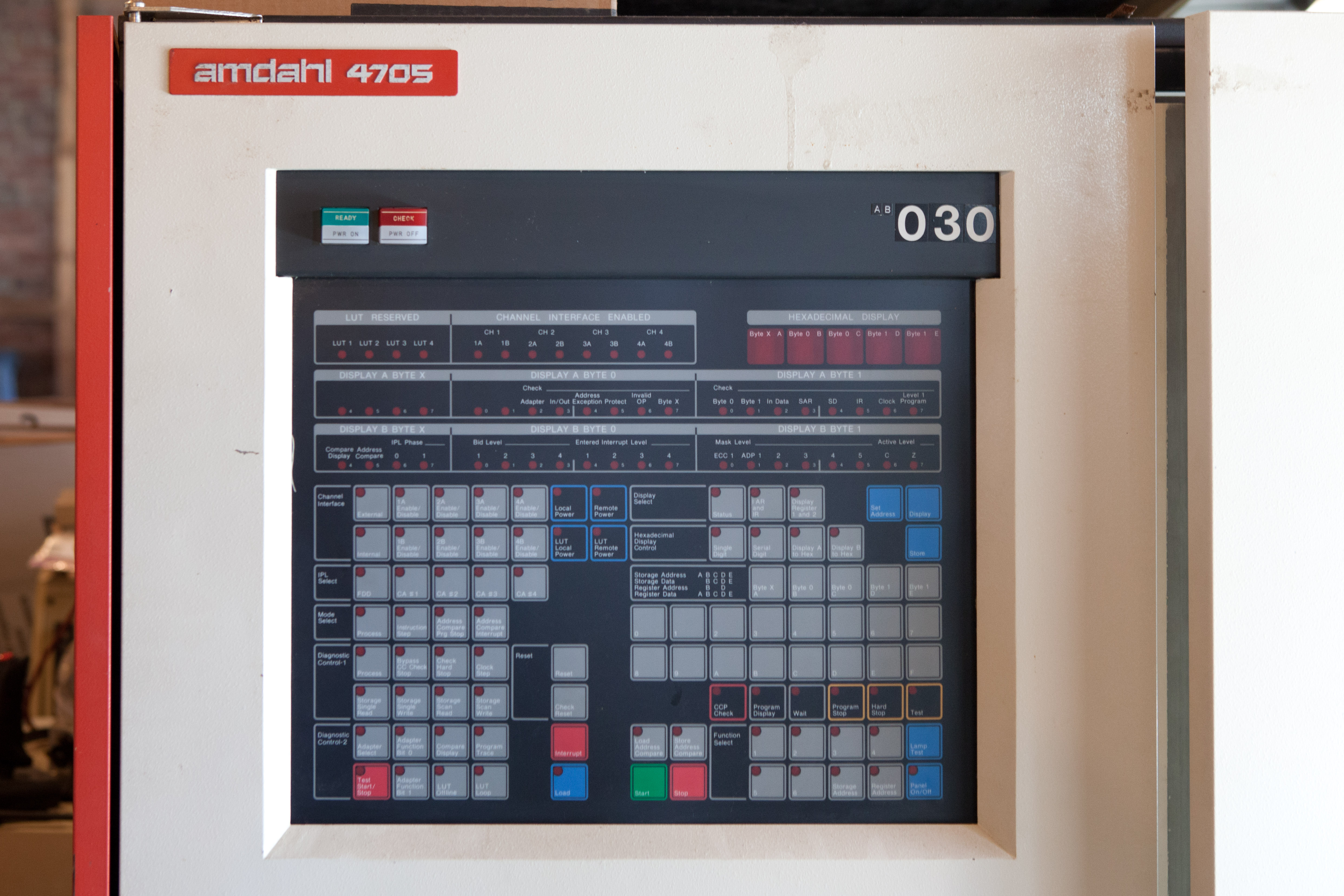
Blinkenlights (niet in werking) op een Amdahl 4705

Blinkenlights is een neologisme uit de hackercultuur en refereert van oorsprong aan de diagnostische lampjes op mainframe-computers uit de jaren 60 en 70. De tekst is gesteld in steenkolenduits dat bijna homoniem is met Engelse termen. Tegenwoordig worden er meestal diagnostische leds van apparatuur, zoals netwerk interfaces, mee aangeduid.
Volgens de Jargon file is de term al sinds de jaren 50 in zwang en werd hij in de jaren 60 wereldwijd gesignaleerd. Er zijn verschillende versies in omloop. Een versie luidt:
ACHTUNG!

ALLES TURISTEN UND NONTEKNISCHEN LOOKENPEEPERS!

DAS KOMPUTERMASCHINE IST NICHT FÜR DER GEFINGERPOKEN UND MITTENGRABEN! ODERWISE IST EASY TO SCHNAPPEN DER SPRINGENWERK, BLOWENFUSEN UND POPPENCORKEN MIT SPITZENSPARKSEN.

IST NICHT FÜR GEWERKEN BEI DUMMKOPFEN. DER RUBBERNECKEN SIGHTSEEREN KEEPEN DAS COTTONPICKEN HÄNDER IN DAS POCKETS MUSS.

ZO RELAXEN UND WATSCHEN DER BLINKENLICHTEN.
Andere versies vermelden wel "Blinkenlights". Een Duitse versie parodieert de parodie:
ATTENTION

This room is fullfilled mit special electronische equippment.

Fingergrabbing and pressing the cnoeppkes from the computers is allowed for die experts only!

So all the “lefthanders” stay away and do not disturben the brainstorming von here working intelligencies.
 
Otherwise you will be out thrown and kicked anderswhere!

Also: please keep still and only watchen astaunished the blinkenlights.